# Eton Manor

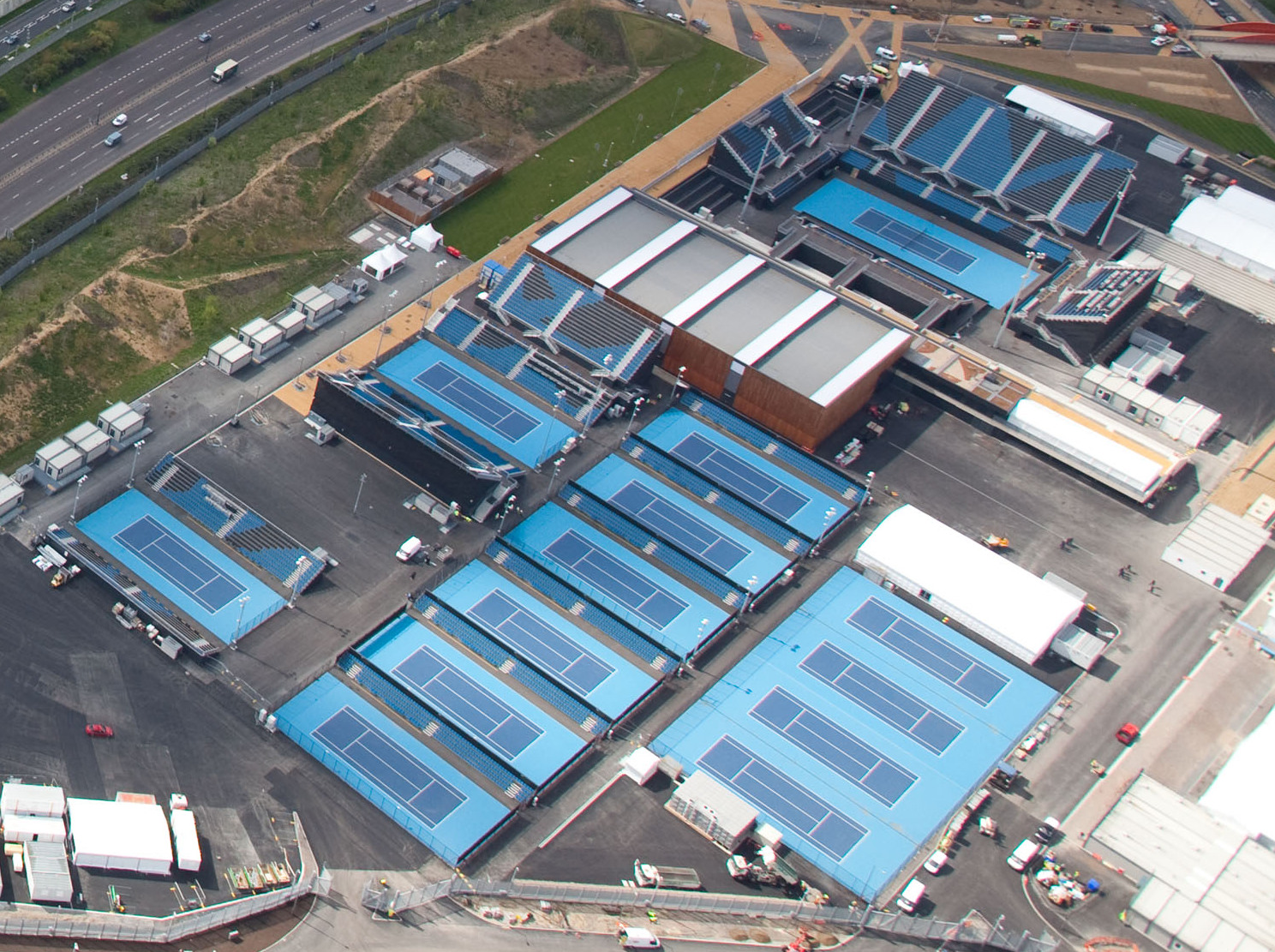
Eton Manor im April 2012

Eton Manor ist ein Sport- und Freizeitgelände in London. Es befindet sich am Eastway im Stadtteil Leyton (London Borough of Waltham Forest), am nördlichen Rand des Olympiaparks. Das 27 acres (knapp elf Hektar) große Gelände nahe dem River Lea ist Teil des Lee Valley Regional Park.

## Nutzung
Während der Olympischen Spiele 2012 diente Eton Manor als Trainingszentrum für die Wassersportler, mit drei 50-Meter-Becken für Schwimmer und kleineren Becken für Synchronschwimmer und Wasserballspieler. Während der Paralympics 2012 war die Anlage der Austragungsort der Rollstuhltennis-Turniere. Zu diesem Zweck wurden bis 2011 neun Tennisplätze angelegt. Diese werden von temporären Tribünen für 10.500 Zuschauer gesäumt, davon 5.000 im Show Court.
Nach Abschluss der Paralympics soll Eton Manor weiterhin von Sportvereinen genutzt werden können. Die auf 5.000 Zuschauer reduzierte Riverbank Arena, Schauplatz des olympischen Hockey-Turniers, wird hier ihren definitiven Standort finden. Der Verband England Hockey bewarb sich um die Austragung der Weltmeisterschaften 2014, mit Eton Manor als Spielort. Der Weltverband FIH gab Utrecht den Vorzug, versprach aber, dass London ein FIH-Turnier 2015 oder 2016 durchführen könne. Der Fußballverein Leyton Orient bekundete 2011 sein Interesse am Stadion in Eton Manor und trat mit dem späteren Betreiber, der Lee Valley Regional Park Authority, in Kontakt.

## Geschichte
Der Name Eton Manor ist vom Eton College abgeleitet, das ab den 1880er Jahren Sportförderungsprojekte betrieb, um den Lebensstandard im Osten Londons anzuheben. 1909 gründeten vier ehemalige Eton-Schüler den Eton Manor Boys’ Club, um Sportplätze zur Verfügung zu stellen. 1913 erwarben sie die ehemalige Manor Farm in Hackney. 1920 wurde eine frühere Mülldeponie in Leyton erworben, um dort weitere Sportplätze errichten zu können. Das als The Wilderness (die Wildnis) bekannte Sportzentrum umfasste Anlagen für Fußball, Rugby, Cricket, Tennis, Tischtennis, Squash, Badminton, Bowling, Boxen und Leichtathletik. 1967 stellte der Club seine Aktivitäten ein und das Sportzentrum blieb ab 2001 weitgehend ungenutzt, bis es ins Blickfeld der Organisatoren der Olympischen Spiele geriet.